# T-критерій Стьюдента

t-критерій Стьюдента/Ст'юдента — загальна назва для класу методів статистичної перевірки гіпотез (статистичних критеріїв), заснованих на порівнянні з розподілом Стьюдента. Найчастіші випадки застосування t-критерію пов'язані з перевіркою рівності середніх значень у двох вибірках.

## Історія
Цей критерій розробив був Вільям Ґоссет для оцінки якості пива в компанії Гіннес. У зв'язку із зобов'язаннями перед компанією не розголошувати комерційної таємниці (якою керівництво Гіннесу вважало таке використання статистичного апарату в своїй роботі), стаття Ґоссета вийшла в 1908 році в журналі «Біометрика» під псевдонімом «Student» (Студент).

## Вимоги до даних
Для застосування названого критерію потрібно аби початкові дані мали нормальний розподіл. У разі застосування двовибіркового критерію для незалежних вибірок також потрібно дотримуватися умови рівности дисперсій. Існують, проте, альтернативи критерію Стьюдента для ситуації з нерівними дисперсіями.

## Двовибірковий t-критерій для незалежних вибірок
У разі якщо розміри вибірок відрізняються мало, застосовують спрощену формулу наближених розрахунків:
Коли розміри вибірок відрізняються значно, застосовується складніша і точніша формула:
Де {\displaystyle M_{1},M_{2}} — середнє арифметичне, {\displaystyle \sigma _{1},\sigma _{2}} — стандартне відхилення, а {\displaystyle N_{1},N_{2}} — розміри вибірок.
Кількість ступенів свободи розраховують як

## Двовибірковий t-критерій для залежних вибірок
Для обчислення емпіричного значення t-критерію в ситуації перевірки гіпотези про відмінності між двома залежними вибірками (наприклад, двома пробами одного і того ж тесту з часовим інтервалом) застосовують таку формулу:
де {\displaystyle M_{d}} — середня різниця значень, а {\displaystyle \sigma _{d}} — стандартне відхилення різниць.
Кількість ступенів свободи розраховують як

## Одновибірковий t-критерій
Застосовується для перевірки гіпотези про відмінність середнього значення {\displaystyle \,M_{x}} від деякого відомого значення {\displaystyle \,A}:
{\displaystyle t={\frac {|M_{x}-A|}{\sigma /{\sqrt {N}}}}}
Кількість ступенів свободи розраховують як

## Непараметричні аналоги
Аналогом двостороннього критерію для незалежних вибірок є U-критерій Манна-Уітні. Для ситуації із залежними вибірками аналогами є критерій знаків і T-критерій Вілкоксона.

## Інтернет посилання
- Ромакін В. В. Комп'ютерний аналіз даних: Навчальний посібник. — Миколаїв: Вид-во МДГУ ім. Петра Могили, 2006. — 144 с.